# Fundación Henry para Investigaciones Botánicas
La Fundación Henry para Investigaciones Botánicas en inglés: Henry Foundation for Botanical Research es un jardín botánico sin ánimo de lucro de unas 20 hectáreas (50 acres) de extensión en Gladwyne. 
Forma parte del BGCI y del North American Plant Collections Consortium (NAPCC). 
El código de identificación del Henry Foundation for Botanical Research como miembro del "Botanic Gardens Conservation Internacional" (BGCI), así como las siglas de su herbario es HEN.

## Localización
Henry Foundation for Botanical Resear PO Box 7, 801 Stony Lane, Gladwyne, Montgomery county Pensilvania PA 19035-0007 United States of America-Estados Unidos de América
Planos y vistas satelitales40°2′0″N 75°17′0″O / 40.03333, -75.28333.

## Historia
Este jardín botánico fue creado en 1948 por la botánica y exploradora Mary Gibson Henry (1884-1967), para las plantas que recolectaba a través de áreas remotas del oeste, medioeste y el sureste de los Estados Unidos.

## Colecciones
Actualmente el jardín cuenta con plantaciones dispuestas en forma de exhibición, jardines temáticos y sendas para recorrer andando o a lomos de un caballo situadas entre colinas escalonadas en el "Rock Creek", próximo al río Schuylkill. 
Entre sus colecciones especiales, se encuentran :
- Chionanthus,
- Halesia,
- Hymenocallis,
- Ilex,
- Lilium,
- Magnolia,
- Rhododendron,
- Styrax,
- Vaccinium.

## Actividades
Mantienen 15 taxones de magnolias nativas, en un programa creado con los auspicios del North American Plant Collections Consortium (NAPCC) para ayudar a ampliar la diversidad genética de las colecciones botánicas organizadas.